# Seznam jezer ve Skotsku
Seznam jezer ve Skotsku (skotsky jezero – loch). Slovem Loch jsou označovány také zálivy neboli fjordy. Tabulka neobsahuje skotské přehrady a je seřazena podle rozlohy.

## Podle rozlohy
| jezero       | rozloha km² | poloha m n.m. | hloubka m | správní oblasti                                 |
| ------------ | ----------- | ------------- | --------- | ----------------------------------------------- |
| Loch Lomond  | 71,12       | 7,9           | 189,9     | Argyll a Bute, Stirling, Západní Dunbartonshire |
| Loch Ness    | 56,64       | 15,8          | 230,0     | Highland                                        |
| Loch Awe     | 38,72       | 36,2          | 93,6      | Argyll a Bute                                   |
| Loch Maree   | 28,49       | ?             | 114,0     | Highland                                        |
| Loch Morar   | 26,68       | 10,1          | 309,0     | Highland                                        |
| Loch Tay     | 26,39       | ?             | 150       | Perth a Kinross, Stirling                       |
| Loch Shin    | 22,53       | ?             | 49        | Highland                                        |
| Loch Shiel   | 20,00       | 4,5           | 128,0     | Highland                                        |
| Loch Rannoch | 19,17       | ?             | 134       | Perth a Kinross                                 |
| Loch Ericht  | 18,60       | ?             | 156       | Highland, Perth a Kinross                       |
| Loch Arkaig  | 16,00       | ?             | 109       | Highland                                        |
| Loch Lochy   | 16,00       | ?             | 162       | Highland                                        |
| Loch Leven   | 13,30       | 107           | 25,5      | Fife, Perth a Kinross                           |
| Loch Katrine | 12,40       | ?             | 151       | Stirling                                        |

## Podle abecedy
Abecední seznam obsahuje pouze největší a nejdůležitější jezera.

### Jezera
- Loch Achray
- Loch Ard
- Loch Arkaig
- Loch Awe, třetí největší podle plochy, nejdelší
- Loch Cluanie
- Loch Coruisk Jezero v srdci ostrova Skye
- Loch Dee
- Loch Dochfour
- Loch Doon
- Loch Druidibeag
- Duddingston Loch
- Loch Dungeon
- Dunsapie Loch, malé umělé jezírko v Holyrood Parku v Edinburghu, postavené 1844
- Loch Earn
- Loch Eck
- Loch Ericht
- Loch Fannich
- Loch Faskally
- Loch Garry
- Loch Grannoch
- Loch Katrine, důležitý vodní zdroj
- Loch Ken
- Loch Leven]
- Loch Lochy
- Loch Lomond, největší podle rozlohy
- Loch Loyne
- Loch Lubnaig,
- Loch Maree, čtvrté největší
- Loch Monar
- Loch Morar, páté největší, nejhlubší na britských ostrovech
- Loch Ness, druhé největší, nejobjemnější
- Loch Mullardoch
- Loch Oich
- Loch Quoich
- Loch Rannoch
- St. Margaret's Loch, umělé jezírko v Holyrood Parku v Edinburghu
- Loch Shiel
- Loch Shin, sedmé největší
- Loch Tay, šesté největší
- Loch Treig
- Loch Trool
- Loch Venachar
- Loch Wharral
- Menteith

### Mořské zálivy
- Loch Broom
- Campbeltown Loch
- Loch Carron
- Loch Creran
- Loch Crinan
- Loch Duich
- Loch Eil
- Loch Eriboll
- Loch Etive
- Loch Ewe
- Loch Fleet
- Loch Fyne, nejdelší mořské jezero
- Loch Gairloch
- Gare Loch
- Holy Loch
- Loch Huorn
- Loch Leven
- Loch Linnhe
- Loch Long
- Loch Long
- Loch Nevis
- Loch Ryan
- Loch Scridain
- Loch Sunart

## Zaniklá jezera
- Nor Loch — nyní zasypané